# Nikos Nikolaidis
Nikos Georgiou Nikolaidis (grec: Νίκος Γεωργίου Νικολαΐδης; 25 d'octubre de 1939 - 5 de setembre de 2007) va ser un director de cinema, guionista, productor de cinema, escriptor, director de teatre, director comercial i productor de televisió grec. Generalment se'l considera un representant del cinema d'art i assaig d’avantguarda i experimental.

## Biografia
Nikolaidis va néixer el 25 d'octubre de 1939 a Atenes, on va viure i treballar tota la seva vida. També va ser el guionista i productor de les pel·lícules que va dirigir i ocasionalment, com en el cas de la pel·lícula d'Orestis Laskos de 1965 Praktores 005 enantion Hrysopodarou, escriuria guions per a altres directors. Durant gran part de la seva vida va treballar en publicitat i va aconseguir dirigir dos-cents anuncis de televisió en vint anys. Va estudiar cinema a l’Escola Hel·lènica de Cinema i Televisió Stavrakos i va adquirir habilitats de disseny escènic al l’Escola d’Art i Disseny Vakalo, una escola d'art especialitzada de gran prestigi, ambdues ubicades a Atenes, Grècia. El 1960 va començar a treballar com a primer ajudant de direcció per a Vasilis Georgiadis i el 1962 va dirigir el seu primer curtmetratge Lacrimae Rerum. El seu primer llargmetratge com a director va ser Euridice BA 2037, que es va estrenar al Festival de Cinema Grec de Tessalònica el 29 de setembre de 1975, on va guanyar el premi al millor director, el premi del Ministeri Nacional de Cultura de Grècia i el premi a la millor pel·lícula de l'Associació de Crítics de Cinema d’Atenes. Malgrat la tèbia reacció dels espectadors, els crítics van apreciar la perspectiva innovadora de la clàssica tragèdia grega d'Orfeu i Eurídice i van assenyalar l'originalitat de les tècniques artístiques de Nikolaidis. El mateix Nikolaidis creia que Euridice BA 2037 era la seva millor pel·lícula.
Per la seva següent pel·lícula, Ta Kurelia Tragudane Akoma... (1979), el director va estudiar la transformació dels valors socials fent servir l'exemple d'un grup de cinc amics que es troben després d'una llarga separació i comparteixen entre ells els detalls de la seva difícil vida. La pel·lícula es va convertir en el símbol de la generació dels anys 50 i va reflectir les seves opinions personals sobre el problema de l'alienació en el món modern. La pel·lícula va ser rodada d'una manera surrealista amb predilecció per l'estètica del Marquès de Sade. En ell, per primera vegada a la filmografia de Nikolaidis, es poden veure els elements característics del cinema negre que es van convertir en part integrant de l'enfocament únic de Nikolaidis a la majoria de les pel·lícules posteriors. Avui és probablement més conegut per la seva magnum opus de 1990 Singapore Sling: O Ánthropos pou Agápise éna Ptóma, una estranya barreja de cinema negre i terror amb el sexe que s'utilitza com a joc de poder. Malgrat la seva llarga carrera com a director de cinema al seu país d'origen, que s'estén fins a principis dels anys 60, era gairebé completament desconegut fora de Grècia abans de principis dels 90 i encara és menys conegut fora d'ella i només amb aquesta pel·lícula, que ha aconseguit immediatament l'estatus de culte, li va arribar la fama internacional.A partir dels seus treballs cinematogràfics, va dirigir a més Glykia Symmoria (1983), Proini Perípolos (1987), Tha se Do stin Kolasi Agapi mou (1999) i O khamenos ta pairnei ola (2002). També va publicar una col·lecció de contes i va escriure tres novel·les, inclosa The Angry Balkan (1977) que s'ha reeditat moltes vegades a Grècia. A més de la seva carrera com a cineasta, director de teatre i escriptor, Nikolaidis també va treballar en un estudi de gravació.
Les seves pel·lícules sovint han dividit tant espectadors com crítics. A causa dels seus mètodes de realització de pel·lícules, de guió, etcètera, així com dels temes que tracten les seves pel·lícules, que estan en fort contrast amb els convencionals, les seves pel·lícules han rebut molt poca publicitat encara que algunes, especialment les seves menys conegudes, es van convertir en pel·lícules de culte, tant dins com fora de Grècia. Els personatges de les seves pel·lícules solen ser persones constrenyides per limitacions o que es troben en situacions absurdes i extremes mentre juguen amb el seu destí. Els temes que hom troba sovint a les seves pel·lícules inclouen la dècada de 1950 i el cinema negre, la relació entre el sexe i la mort, la companyia i l'amor, així com la lluita contra tota mena de poders i fantasmes del passat. Nikolaidis va filmar gran part del seu treball en blanc i negre, algunes de les seves pel·lícules contenien una certa similitud amb les anomenades "trash films", i va classificar la majoria de les seves pel·lícules en trilogies. Com a exemple d'aquesta darrera tendència, la trilogia "Anys de còlera" que tracta sobre les últimes dècades del segle XX comença amb Ta Kurelia Tragudane Akoma... (1979), continua amb Glykia Symmoria (1983) i acaba amb O khamenos ta pairnei ola (2002).
El novembre de 2005, després de la finalització de la seva darrera pel·lícula The Zero Years, una història de perversió i domini sexual que no va poder replicar l'èxit anterior de Singapore Sling: O Ánthropos pou Agápise éna Ptóma (1990), va declarar la seva intenció de deixar de fer la pel·lícula per tractar de fer música.
A partir de 1970, va viure amb Marie-Louise Bartholomew amb qui va tenir dos fills. També va ser la productora o almenys involucrada en la producció dels seus vuit llargmetratges i dos-cents anuncis.
Va morir el 5 de setembre de 2007, a l'edat de 67 anys, d'edema pulmonar a Atenes, Grècia. El Festival Internacional de Cinema de Tessalònica va fer una retrospectiva en el seu honor durant el seu programa d'homenatge el novembre de 2007 i el’Arxiu de Cinema Grec li va retre homenatge entre l’11 de juny i el 26 de maig de 2007. Fins al dia d'avui segueix sent l'únic cineasta grec que ha rebut cinc vegades el Premi al Millor Director al Festival de Cinema Grec de Tessalònica o als Premis del Cinema Estatal Grec del Festival Internacional de Cinema de Tessalònica.

## Llegat
L'obra de Nikos Nikolaidis ha tingut una influència significativa en la generació posterior de cineastes grecs, alguns dels quals es van inspirar en l'estilística de les seves pel·lícules i les imatges artístiques inusuals que contenien complexes al·legories i símbols. Els protagonistes de les seves pel·lícules solen ser marginats i inconformistes o els cínics i les persones marginades de la societat amb trastorns mentals i sexuals. La característica principal de l'enfocament director de Nikolaidis va ser el predomini de la forma sobre el contingut. A casa, se'l va veure com un innovador que busca maneres inusuals d'utilitzar el llenguatge cinematogràfic, així com algú que va crear una estètica única que combina bellesa i lletjor. A l'estranger, Nikolaidis es va guanyar una reputació com a director excèntric i controvertit. La seva influència s'estén també a l'estranger. La pel·lícula del 2013 d'Íhor Podoltxak Delirium va ser comparada pels crítics de cinema ucraïnesos amb les obres de Nikolaidis després de les seves projeccions prèvies.

## Filmografia
- Lacrimae Rerum (llatí: Les llàgrimes de les coses) (1962, curtmetratge)
- Anev Oron (Anev Oron - Incondicionalment) (1968, Curtmetratge)
- Euridice BA 2037 (1975, llargmetratge)
- Ta Kurelia Tragudane Akoma... (Els miserables encara canten...) (1979, llargmetratge)
- Glykia Symmoria (Grup dolç) (1983, llargmetratge)
- Proini Perípolos (Patrulla matutina) (1987, llargmetratge)
- Singapore Sling: O Anthropos pou Agapise ena Ptoma (Singapore Sling: L’home que estimava un cadàver) (1990, llargmetratge)
- To koritsi me tis valitses (La noia amb les maletes) (1994, Telefilm)

Nikolaidis solia caracteritzar aquest telefilm com "un error" per la següent raó: "Els errors són com amors fallits: els recordes, torturats pel fet que mai no es van complir, però no voldríeu reviure’ls mai més... TTenint en compte la realitat, que la projecció televisiva d'aquesta pel·lícula d'"error", va rebre un 57,6% de visionats, només demostra el gran que va ser el meu error".
- Tha se Do stin Kolasi Agapi mou (Θα σε Δω στην Κόλαση Αγάπη μου – Ens veiem a l’infern, estimada) (1999, llargmetratge)
- O khamenos ta pairnei ola (Ο χαμένος τα παίρνει όλα – El perdedor ho pren tot) (2002, Llargmetratge)
- The Zero Years (2005, llargmetratge)

### Pòstums
- Mia stekia sto mati tou Montezouma: Mythistorima (Μιά στεκιά στό μάτι τού Μοντεζούμα: Μυθιστόρημα – A Hit in the Eye of Montezuma: A Novel) (New York City: Greek Works, 2008, ISBN 0974766097) (grec)

## Premis
- Premi al millor director, Premi del Ministeri Nacional de Cultura de Grècia, Premi a la millor pel·lícula de l'Associació de Crítics de Cinema d’Atenes, Festival de Cinema Grec de Tessalònica, setembre de 1975 (Euridice BA 2037)[10]
- Premi al Millor Director, l'Associació de Crítics de Cinema d’Atenes, Festival de Cinema Grec de Tessalònica, setembre de 1979 (Ta Kurelia Tragudane Akoma...)[11]
- Premi a la millor pel·lícula de l'Associació de Crítics de Cinema d’Atenes, Festival de Cinema Grec de Tessalònica, octubre de 1983 (Glykia Symmoria)[12]
- Premi al Millor Director, Premi del Ministeri Nacional de Cultura de Grècia, Festival de Cinema Grec de Tessalònica, octubre de 1987 (Proini Perípolos)[13]
- Premi al millor director, premi a la millor pel·lícula de qualitat, Festival de Cinema Grec de Tessalònica, octubre de 1990 (Singapore Sling: O Anthropos pou Agapise ena Ptoma)[14]
- Premi al millor director, Premis de Cinema Estatal Grec, Festival Internacional de Cinema de Tessalonica (O khamenos ta pairnei ola)[15]

## Enllaços extens
- Nikos Nikolaidis (Film Director/Writer/Producer)
- 5 Books, 6 Films, and... Nikos Nikolaidis
- Nikos Nikolaidis a TCM Movie Database